# 馬武
馬 武（ば ぶ、? - 61年）は、後漢の武将。字は子張（しちょう）。南陽郡湖陽県（河南省唐河県）の人（『後漢書』列伝12・本伝）。光武帝の功臣であり、雲台二十八将の15位に序せられる（『後漢書』列伝12）。

## 事跡
王莽の末に、竟陵と西陽で挙兵があった時に加わり、緑林軍の兵となった。更始帝が立つと、侍郎となった。23年に劉秀と共に昆陽の戦いで新軍に勝利し、振威将軍となった。尚書令謝躬に従いて、邯鄲に立った群雄王郎を攻めた。邯鄲が落ちた時、劉秀は宴を開き、謝躬を斬ってその軍を収めんと謀るが果たせず、代わりに馬武を高台に招きて曰く「上谷と漁陽の突騎を得たが、将軍にこれを率いさせんと思う。どうかな」。馬武は「のろまで臆病、方策も持っていません」と返す。劉秀は「将軍は熟達し、どうして我が属官と同じであろうか」と言い、馬武はこれにより心を寄せた。謝躬が誅されると、馬武は射犬に馳せて帰順した。劉秀はこれを喜び左右に置いた。河北の流賊と戦うに、攻める時は軍峰となり遮る者無く、破れた時はすなわち殿となり、却って敵陣を陥れた。
建武元年（25年）、劉秀が皇帝に即位（光武帝）し、馬武を侍中、騎都尉と為し、列侯と為した。
建武4年（28年）、蓋延と共に劉永を討つ。別に済陰を撃ち、成武・楚丘を下して、捕虜将軍を拝した。
建武5年（29年）、反した龐萌を諸将と共に戦い破った。
建武6年（30年）夏、祭遵・耿弇らと共に公孫述を撃つべく天水に入るが隗囂が叛旗を翻し、漢軍に利あらず、隴右を退く。この時、隗囂は追撃するが、馬武は殿となりこれを返り討ちとし、漢軍は長安に戻ることが出来た。
建武13年（37年）、下曲陽に駐屯し匈奴に備えた。軍の役人を殺したことを咎められ、国に就けと詔を受けるが、洛陽に行きて将軍の印綬を返還する。この時、戸五百を削られ楊虚侯と為ったが、洛陽に留まり朝請を奉じた。
建武25年（49年）、中郎将として、武陵の蛮夷を撃った。明帝の時代にも、再び捕虜将軍となり、西羌を撃ち破る功を為した。
永平4年（61年）、死去した。

## 人柄・逸話
- 宴席にて、光武帝が、天下が乱れる機会が無かったら、何になっていたかという問いを各将に向けると、馬武は「武勇がありますので、太守か都尉になっていたでしょう」と答えて、光武帝は大笑いとなって「それは無理だ、ひとまず盗賊にはなるなよ。亭長まで自首してくれれば十分だ」と言っている。
- 酒好きで、隠すところ無く物を言い、酔えば面と向かって他の将の短所を言うが、光武帝はそれを許して笑っている。
- 意外に、謙虚なところがあり、将軍の印綬を受けて征伐等の任を終えた後、その都度、印綬を返している。